# Clackamas (település)
Clackamas az Amerikai Egyesült Államok északnyugati részén, Oregon állam Clackamas megyéjében, a portlandi agglomerációban elhelyezkedő önkormányzat nélküli- és egykori statisztikai település. A 2000. évi népszámláláskor 5177 lakosa volt. Területe 5,65 km², melynek 100%-a szárazföld.

## Népesség
A 2000-es népszámláláskor   5177 lakója, 2000 háztartása és 1336 családja volt. A népsűrűség 916,3 fő/km2. A lakóegységek száma 2133, sűrűségük 377,5 db/km2. A lakosok 85,28%-a fehér, 1,08%-a afroamerikai, 0,66%-a indián, 6,32%-a ázsiai, 0,33%-a a Csendes-óceáni szigetekről származik, 2,7%-a egyéb-, 3,63%-a pedig kettő vagy több etnikumú. A spanyol vagy latino származásúak aránya 5,95% (4,4% mexikói, 0,4% Puerto Ricó-i, 0,1% kubai, 1,1% pedig egyéb spanyol/latino származású.)
A háztartások 36,9%-ában élt 18 évnél fiatalabb. 49,9% házas, 11,5% egyedülálló nő; 33,2% pedig nem család. 25,5% egyedül élt; 5,1%-uk 65 éves vagy idősebb. Egy háztartásban átlagosan 2,58 személy élt; a családok átlagmérete 3,12 fő.
Lakóinak 27%-a 18 évesnél fiatalabb, 9,9% 18 és 24 év közötti, 34,1%-uk 25 és 44 év közötti, 22,5%-uk 45 és 64 év közötti, 6,5%-uk pedig 65 éves vagy idősebb. A medián életkor 33 év volt. Minden 100 nőre 96,5 férfi jut; a 18 évnél idősebb nőknél ez az arány 96,3.
A háztartások medián bevétele 44 478 amerikai dollár, ez az érték családoknál $50 607. A férfiak medián keresete $40 614, míg a nőké $26 863. Az egy főre jutó bevétel (PCI) $21 672. A családok 8,2%-a, a teljes népesség 9,4%-a élt létminimum alatt; a 18 év alattiaknál ez a szám 12,1%, a 65 évnél idősebbeknél pedig 8,6%.

## Közlekedés
A település közúton a 212-es úton és az Interstate 205-ön keresztül közelíthető meg. Területén a TriMet több buszjárata és a Metropolitan Area Express gyorsvillamos is áthalad. Repülőtere nincs, a legközelebbi a 24 km-re északra található Portlandi nemzetközi repülőtér.

## Fordítás
Ez a szócikk részben vagy egészben  a   Clackamas, Oregon című angol Wikipédia-szócikk ezen változatának fordításán alapul.  Az eredeti cikk szerkesztőit annak laptörténete sorolja fel. Ez a jelzés csupán a megfogalmazás eredetét és a szerzői jogokat jelzi, nem szolgál a cikkben szereplő információk forrásmegjelöléseként.